# Фотография в България
Фотографията в България се заражда в средата на XIX век.

## Фотографията до Освобождението
Първата съхранена фотографска снимка на българи е от 1842 – 1843 г. На портрета са фотографирани във Виена възрожденецът Тодор Минков с майка си. Фотографията вероятно е направена от българина Анастас Йованович.
Първите български фотографи творят в Централна Европа и големите градове на Османската империя. До 1880-те години се използва техниката на мокрия колодиев процес. След това е заменен със сухите бром-желатинови плаки.
Сред първите българи, занимаващи се с фотографско изкуство, са Анастас Йованович, Анастас Карастоянов, Иван Доспевски, Хрисант Рашов, Тома Хитров, Георги Данчов, Иван Зографов, Стоян Каралеев и Никифор Минков. Основно се правят портретни фотографии. След Освобождението се откриват фотоателиетата на Анастас Карастоянов, Тома Хитров и Тодор Факиров в София; Георги Данчов, Димитър Кавра, братя Кацарови и Вацлав Велебни в Пловдив; Франсоа Бауер, Самуел Гелч, Рудолф Либих в Русе; братя Саркис, Ованес Хаджолян, Папазян, Епаминиди Ксантопулос, Карл Албрехт и Онори Марколеско във Варна.

## Фотографията в Царство България
През 1897 г. е създадено първото българско любителско фотографско дружество в София по инициатива на Георги Ст. Георгиев. Председател е Васил Златарски, с членове Порфирий Бахметиев, Петко Клисуров, Георги Бръчков, Иван Ангелов, Б. Михайлов. Основоположник на научно-техническата фотография в България е Порфирий Бахметиев. През 1898 г. Георги Ст. Георгиев издава първото „Ръководство по фотография“ в България, а през 1904 г. „Курс по фотографията според съвременните изисквания на художеството“.
В самото начало на XX започва да се развива фотожурналистиката и репортажната фотография започва да преобладава. Разрастват се и фотоателиетата. Сред най-изявените фотографи по това време е Пенчо Балкански, който твори във фотоателие „Луна“ в София. Ателието му работи до началото на 1970-те години. Негови са портретните фотографии на Фьодор Шаляпин, Васко Абаджиев, Антон Страшимиров, Александър Балабанов, Иван Мърквичка, Ружа Делчева, Надя Ножарова и Ангел Сладкаров, Владимир Димитров-Майстора, Андрей Николов, Александър Малинов, Михаил Маджаров, Фрида Рихард, Лилиян Диц, Адолф Волбрюк, Ивет Лебон и много други.
В 1920 г. се създава Български фотоклуб. През годините в него членуват Георги Ст. Георгиев, Никола Божинов, Иван Караджов, Георги Кънчев, Бончо Карастоянов, Васил Савов, Пенчо Балкански, Емил Рашев, Захари Жандов, Владимир Димчев, Любен Пиперков, Виктор Бойчев, Атанас Ташев, Петър Божков, Георги Папакочев, Лоте Михайлова, Благой Серафимов, Валентин Киров и др.
През 1938 г. са направени първите цветни фотографии в България. Развива се художествената фотография, чийто най-известни представители са Бончо Карастоянов, Пенчо Балкански, Емил Рашев, Тодор Кемилев, Петър Папакочев, Борис Блъсков.

## Фотографията в Народна република България
След 1951 г. фотографските ателиета се национализират и е приет Правилник за организацията, идейно-политическото и художественото ръководство на фотографското дело. През 1952 г. е създадено държавното предприятие „Българска фотография“ към Комитета за кинематография. Започва да функционира и службата „Пресфото“, в която щатни и доброволни сътрудници отразяват значимите събития от обществения живот в страната. През 1972 г. към „Българска фотография“ се създава Клуб на фотодейците.
Любен Пиперков и Иван Викторов през 1955 г. правят първите цветни снимки с научна цел в България, а в 1956 г. снимат първият научномедицински цветен филм. През 1957 г. държавата официално признава художествената фотография за изкуство.